# Ralph Gomes
Ralph Gomes, född 13 juni 1937, död 16 mars 2020, var en friidrottare från Guyana. Han deltog vid olympiska sommarspelen 1960.